# Marcelo Schmidt
Marcelo Nery de Sá Lobato Schmidt, também conhecido como Coronel Schmidt  (Valença, 5 de maio de 1861 — Rio Claro, 11 de abril de 1929) foi um político brasileiro.

## Biografia
Marcelo Schmidt nasceu no então curato de Santo Antônio do Rio Bonito, atual Conservatória, distrito do município de Valença, no estado do Rio de Janeiro.
Filho de Andreas Martin Schmidt, engenheiro de nacionalidade alemã, nascido na cidade de Nuremberga, na Baviera, e de dona Ornélia de Sá Lobato Schmidt, mineira de ascendência portuguesa, Marcello desempenhou relevante papel na vida política do estado de São Paulo.
Foi diplomado em pintura pela tradicional Escola de Belas Artes da Universidade Federal do Rio de Janeiro, e também aluno do Colégio Internacional de Campinas.
Schmidt casou-se no dia 5 de janeiro de 1884, aos 22 anos, com dona Clementina Eugênia de Oliveira, filha do major Antonio Galdino de Mello Franco Oliveira e neta de José Estanislau de Oliveira, o Visconde de Rio Claro e primeiro Barão de Araraquara. Seu casamento foi celebrado às 21h na residência do Visconde de Rio Claro.
Como presente de casamento, recebeu do Visconde de Rio Claro a Fazenda Tanquinho, localizada no bairro da Assistência. Marcello dedicou sua vida à agricultura, à pecuária e, sobretudo, à política.

## Vida pública
Foi o primeiro prefeito de Rio Claro (de 1911 a 1913), vereador por mais de onze anos e presidente da Câmara Municipal de Rio Claro de 1892 a 1895. Também representou Rio Claro como deputado estadual durante a 14ª legislatura da República Velha, tendo sido eleito em primeiro turno.
Naquela época, o poder legislativo estadual era exercido pelo Congresso Legislativo do Estado de São Paulo, instituição bicameral formada pela Câmara dos Deputados, para a qual Marcello foi eleito, e pelo Senado do Estado de São Paulo.
Inimigo político do coronel Joaquim Salles (irmão de Campos Salles, presidente da República), o coronel Marcello Schmidt dominou a cena política a partir da memorável eleição de 1904, após vencer o coronel Joaquim Salles – Schmidt jamais perdeu eleições a partir de então.
A literatura menciona diversos episódios emblemáticos relativos a essa rivalidade, também chamada de “guerra dos coronéis”.
A rivalidade entre Marcello e Joaquim Salles era tamanha que os membros do partido de Marcello, o Partido Republicano Histórico (PRH), eram também conhecidos como marcellistas, e os do partido de Salles, o Partido Republicano Paulista (PRP), recebiam a denominação de sallistas.
Elucidativo exemplo de tal rivalidade foi a ordem de Marcello Schmidt para que fosse demolido o monumento feito de mármore carrara por determinação de Joaquim Salles, em comemoração à implantação de luz elétrica na cidade. A demolição foi de fato realizada e o antigo monumento deu lugar à escultura do Barão de Rio Branco.
Outro exemplo dessa rivalidade foi a campanha feita pelos históricos – como eram também conhecidos os aliados de Marcello – contra Joaquim Salles:
Joaquim Salles: Aqui jaz quem foi feitor
de escravos e do “pujante”
Sem saber ler (oh! Que horror)
Foi deputado constante
canos […] cobras […] aos milhares
Do povo engoliu – que guellas
[…] mas apesar de ser Salles
o Marcello poz-lhe sellas [...]

## Seu envolvimento com as artes
Em sua formação, Marcello teve, desde cedo, contato com a música e com a pintura. Seu pai, engenheiro chefe da Companhia Paulista de Estradas de Ferro e responsável pelo prolongamento até Araraquara, era também pianista e violinista, além de talentoso desenhista. Seus desenhos retrataram a cidade do Rio de Janeiro em obras até hoje pertencentes à família Schmidt e sua residência era localizada na Avenida 1, n. 1, da cidade de Rio Claro.
Também sua mãe e, ao que se sabe, ao menos uma de suas irmãs (Eleonora Schmidt da Silveira Cintra), também eram artistas – algumas de suas pinturas pertencem ainda à família.
Atualmente, Marcello Schmidt dá nome à escola municipal localizada no antigo casarão da Avenida Um com a Rua Cinco, no centro de Rio Claro, construído em 1865 por Amador Rodrigues Lacerda Jordão, Barão de São João do Rio Claro. Antes de se tornar sede definitiva do grupo escolar, o prédio esteve ligado a momentos importantes da história da cidade.
O prédio em que está localizada a Escola Municipal Marcello Schmidt pertenceu a José Estanislau de Oliveira, o Visconde de Rio Claro e Barão de Araraquara, que residiu no local de 1875 até o seu falecimento em 1884. Durante esse período, algumas das salas do casarão foram cedidas à câmara municipal. Hospedou, além disso, personagens importantes como o Imperador Dom Pedro II.
Em 1892 a casa foi transmitida por testamento à neta do visconde, dona Clementina Eugênia de Oliveira Schmidt, casada com o coronel Schmidt.
Entre os anos de 1898 e 1903, o coronel Schmidt cedeu o casarão para o funcionamento do grupo escolar e, em 1911, a escola foi definitivamente instalada.
Deixou quatro filhos: José Schmidt, Antônio Victor Schmidt, Cândido Schmidt e Elisa Schmidt, todos já falecidos.
Foi sepultado no cemitério municipal de Rio Claro, logo atrás do túmulo de seu pai Andreas, na área reservada à família Schmidt. Após o seu falecimento, foi homenageado pela escola instalada na propriedade que antes pertencera à sua família, sendo até hoje patrono daquele colégio.